# HD 178619
HD 178619，又名BD+16 3758，SAO 104524、HR 7267，是一颗恒星，视星等为6.48，位于銀經49.88，銀緯3.91，其B1900.0坐标为赤經19h 4m 11.6s，赤緯+16° 3.91′ 42″。